# Valdez (film)
Pour les articles homonymes, voir Valdez.
Pour plus de détails, voir Fiche technique et Distribution.
Valdez (Valdez Is Coming) est un film américain réalisé par Edwin Sherin, sorti en 1971.

## Synopsis
Valdez, un shérif américano-mexicain, doit combattre Frank Tanner, un puissant propriétaire terrien.

## Fiche technique
- Titre : Valdez
- Titre original : Valdez Is Coming
- Réalisation : Edwin Sherin
- Scénario : Roland Kibbee et David Rayfiel d'après le roman d'Elmore Leonard
- Musique : Charles Gross
- Photographie : Gábor Pogány
- Montage : James T. Heckert et George R. Rohrs
- Production : Ira Steiner
- Société de production : Norlan Productions et Ira Steiner Productions
- Société de distribution : United Artists (France/États-Unis)
- Pays :  États-Unis
- Genre : Drame et western
- Durée : 90 minutes
- Dates de sortie : 
  -  États-Unis : 9 avril 1971
  -  France : 10 septembre 1971

## Distribution
- Burt Lancaster : Valdez
- Susan Clark : Gay Erin
- Frank Silvera : Diego
- Jon Cypher : Frank Tanner
- Richard Jordan : R. L. Davis
- Barton Heyman : El Segundo
- Héctor Elizondo : le cavalier mexicain
- Phil Brown : Malson
- Ralph Brown : Beaudry
- Werner Hasselmann : le shérif
- Lex Monson : Rincon
- Sylvia Poggioli : la fille d'El Segundo
- José García García : Carlos
- María Montez : Anita
- Juanita Penaloza : la femme indienne
- Marta Tuch : Rosa

## Accueil
Le film a reçu la note de 2,5/5 sur AllMovie.